# Intel Graphics Technology
Intel Graphics Technology — семейство интегрированных графических процессоров, используемых в процессорах компании Intel. Впервые серия была представлена в 2010 году как Intel HD Graphics, но в 2017 году была переименована в Intel UHD Graphics.

## История
До создания Intel HD Graphics интегрированная графика Intel была встроена в северный мост материнской платы. Это были серии Intel Extreme Graphics и Intel Graphics Media Accelerator. В рамках Platform Controller Hub северный мост был ликвидирован, а часть его функциональности, в том числе графический процессор, была интегрирована в центральный процессор.
Предыдущая версия интегрированной графики, Intel GMA, имела репутацию малопроизводительной, поэтому её не считали достаточной для видеоигр. Производительность увеличилась с Intel HD Graphics. Эта серия была сравнима со встраиваемыми графическими процессорами от конкурентов (Nvidia и AMD/ATI). Intel HD Graphics обладала малым энергопотреблением, что важно для ноутбуков, поэтому многие производители перестали предлагать ноутбуки с отдельными графическими процессорами.
Intel Iris Graphics и Intel Iris Pro Graphics — это серия IGP, представленная в 2013 году с некоторыми моделями процессоров Haswell в качестве высокопроизводительных версий HD Graphics. Iris Pro Graphics была первой в серии, которая включала встроенную DRAM.

### 5-е поколение (Gen5)

#### Westmere
В январе 2010 года были выпущены первые процессоры с Intel HD Graphics: настольные Clarkle и мобильные Arrandale. Они сочетали в себе два кристалла: процессор, изготовленный по 32-нм техпроцессу, и чипсетная часть, включающая в себя графический процессор, изготовленная по 45-нм технологическому процессу.

### 6-е поколение (Gen6)

#### Sandy Bridge
Процессоры Sandy Bridge были представлены в январе 2011 года. Они изготавливались по 32-нм техпроцессу и содержали в себе процессор и чипсетную часть, в том числе графический процессор первого поколения HD Graphics на одном кристалле:
- HD Graphics (6 исполнительных устройств).
- HD Graphics 2000, 6 исполнительных устройств и дополнительные функции (конфигурация ядра: шейдерных блоков — 48; текстурных блоков — 6; блоков растеризации — 1. Частота ядра — 1150—1350 МГц)
- HD Graphics 3000, 12 исполнительных устройств (конфигурация ядра: 96;12;2. Частота ядра — 1150 МГц) и HD Graphics P3000 (конфигурация ядра: 96;12;1. Частота ядра — 1350 МГц).

### 7-е поколение (Gen7)

#### Ivy Bridge
24 апреля 2012 года были выпущены процессоры микроархитектуры Ivy Bridge уже с третьим поколением HD Graphics:
- HD Graphics 2500, 6 исполнительных устройств. Конфигурация ядра: 48:6:1. Частота ядра — 1150 МГц.
- HD Graphics 4000, 16 исполнительных устройств. Конфигурация ядра: 128:16:2. Частота ядра — 1300 МГц.

Intel HD 4000 имеет поддержку DirectX 11.1, OpenGL 4.1 и Quick Sync.
Скорость текстурирования — 4,2 GTexel/s. Производительность с плавающей точкой — 332,8 gflops.
В процессорах с малым энергопотреблением декодирование было ограничено, в то время как в обычных процессорах никаких ограничений не было.

#### Haswell
Анонсированные в сентябре 2012 года процессоры Haswell имели одну из четырёх моделей встроенной графики:
- HD Graphics — GT1, 10 исполнительных устройств. Конфигурация ядра: 80;10;1 , до 200 GFLOPS на частоте 1250 МГц. Примерно соответствует производительности AMD Radeon HD 6450, быстрее NVIDIA GeForce GT 620.
- HD Graphics 4400 — GT2, 16 исполнительных устройств.
- HD Graphics 4200, 4400, 4600, P4600 и P4700 — GT2, 20 исполнительных устройств, 160 шейдерных процессоров, 25,6 ГБ/с, до 432 GFLOPS на частоте 1350 МГц, соответствует производительности дискретных видеокарт NVIDIA GeForce GT 630 и AMD Radeon HD 6570.
- HD Graphics 5000 — GT3, 40 исполнительных устройств, 320 шейдерных процессоров, с двойной производительностью по сравнению с HD4xxx для некоторых вычислений и TDP, равным 15 Вт, 25,6 ГБ/с, до 704 GFLOPS.
- Iris Graphics 5100 — отличается от HD Graphics 5000 увеличенным до 28 Вт TDP и большей максимальной частотой до 1,3 ГГц вместо 1,1 ГГц, до 832 GFLOPS.
- Iris Pro Graphics 5200 — GT3e, отличается от GT3 добавленными 128 МБ кэша eDRAM. 25,6 + 2×50 ГБ/с и по производительности сопоставима с видеокартой NVIDIA GeForce GT 640(GK107).

GPU поддерживает DirectX 11.1, Shader 5.0, OpenCL 1.2 и OpenGL 4.0. Он также включает в себя улучшенный декодер для 4K-видео и быстрого кодера Quick Sync (деактивирована во многих моделях начального уровня). Некоторые материнские платы, такие как ASRock Z87, ASRock H87 и Asus H87, рекламируется как поддерживающие три независимых монитора одновременно.

### 8-е поколение (Gen8)

#### Broadwell
В одном испольнительном устройстве[каком?] Intel находится 8 шейдерных процессоров.
Процессоры Broadwell-K для персональных компьютеров, анонсированные в ноябре 2013 года, имели следующую встроенную графику (GPU):
- Intel HD Graphics, GT1, 12 исполнительных устройств, до 163,2 GFLOPS на частоте 850 МГц.
- Intel HD Graphics 5300, GT2, 24 исполнительных устройства, до 345,6 GFLOPS на частоте 900 МГц.
- Intel HD Graphics 5500, GT2, 23 или 24 исполнительных устройства, до 364,8 GFLOPS на частоте 950 МГц.
- Intel HD Graphics 5600, GT2, 24 исполнительных устройства, до 403,2 GFLOPS на частоте 1050 МГц.
- Intel HD Graphics 6000, GT3, 47 или 48 исполнительных устройств, до 768 GFLOPS на частоте 1000 МГц.
- Intel Iris Graphics 6100, GT3, 47 или 48 исполнительных устройств, до 844,8 GFLOPS на частоте 1100 МГц.
- Intel Iris Pro Graphics 6200, GT3e, 48 исполнительных устройств с добавленными 128 МБ кэша eDRAM, до 883,2 GFLOPS на частоте 1150 МГц.

В процессорах Intel Xeon E3 v4 встроена нижеприведённая графика:
- Intel HD Graphics P5700, GT2, 24 исполнительных устройства, до 384 GFLOPS на частоте 1000 МГц.
- Intel Iris Pro Graphics P6300, GT3e, 48 исполнительных устройств со 128 МБ кэша eDRAM., до 883,2 GFLOPS на частоте 1150 МГц.

### 9-е поколение (Gen9)

#### Skylake
Процессоры Skylake для персональных компьютеров имеют следующие модели встроенной графики:
- Intel HD Graphics 510 — GT1: 12 исполнительных устройств, производительность до 182,4 GFLOPS на частоте 950 МГц.
- Intel HD Graphics 515 — GT2: 24 исполнительных устройства, производительность до 384 GFLOPS на частоте 1 ГГц.
- Intel HD Graphics 520 — GT2: 24 исполнительных устройства, производительность до 403,2 GFLOPS на частоте 1,05 ГГц.
- Intel HD Graphics 530 — GT2: 24 исполнительных устройства, производительность до 441,6 GFLOPS на частоте 1,15 ГГц.
- Intel Iris Graphics 540 — GT3e: 48 исполнительных устройств, 64 Мбайт eDRAM, производительность до 806,4 GFLOPS на частоте 1,05 ГГц.
- Intel Iris Graphics 550 — GT3e: 48 исполнительных устройств, 64 Мбайт eDRAM, производительность до 844,8 GFLOPS на частоте 1,1 ГГц.
- Intel Iris Pro Graphics 580 — GT4e: 72 исполнительных устройства, 128 Мбайт eDRAM, производительность до 1152 GFLOPS на частоте 1 ГГц.

Процессоры Intel Xeon E3 v5 имеют одну из трех моделей встроенного графического процессора:
- Intel HD Graphics P530 — GT2: 24 исполнительных устройства, производительность до 441,6 GFLOPS на частоте 1,15 ГГц.
- Intel Iris Pro Graphics P555 — GT3e: 48 исполнительных устройств, 64 Мбайт eDRAM, производительность до 768 GFLOPS на частоте 1 ГГц.
- Intel Iris Pro Graphics P580 — GT4e: 72 исполнительных устройства, 128 Мбайт eDRAM, производительность до 1152 GFLOPS на частоте 1 ГГц.

#### Apollo Lake
Goldmont
- Intel HD Graphics 500 (мобильные и настольные процессоры) — GT1: 12 исполнительных устройств, базовая частота 200—250 МГц, производительность до 144,0 GFLOPS на частоте 750 МГц.
- Intel HD Graphics 505 (мобильные и настольные процессоры) — GT1: 18 исполнительных устройств, базовая частота 200—250 МГц, производительность до 230,4 GFLOPS на частоте 800 МГц.

#### Kaby Lake
Процессоры Kaby Lake для персональных компьютеров имеют следующие модели встроенной графики:
- Intel HD Graphics 610 — GT1: 12 исполнительных устройств, базовая частота 300—350 МГц, производительность до 211,2 GFLOPS на частоте 1,1 ГГц.
- Intel HD Graphics 630 — GT2: 24 исполнительных устройств, базовая частота 350 МГц, производительность до 441,6 GFLOPS на частоте 1,15 ГГц.

Мобильные процессоры Kaby Lake имеют следующие модели встроенной графики:
- Intel HD Graphics 615 — GT2: 24 исполнительных устройств, базовая частота 300 МГц, производительность до 345,6—403,2 GFLOPS на частоте 900—1050 МГц.
- Intel HD Graphics 620 — GT2: 24 исполнительных устройств, базовая частота 300 МГц, производительность до 384—403,2 GFLOPS на частоте 1—1,05 ГГц.
- Intel HD Graphics 630 — GT2: 24 исполнительных устройств, базовая частота 350 МГц, производительность до 384—441,6 на частоте 1—1,15 ГГц.
- Iris Plus Graphics 640 — GT3e: 48 исполнительных устройств, базовая частота 300 МГц, производительность до 729,6—806,4 GFLOPS на частоте 950—1050 МГц.
- Iris Plus Graphics 650 — GT3e: 48 исполнительных устройств, базовая частота 300 МГц, производительность до 806,4—883,2 GFLOPS на частоте 1,05—1,15 ГГц.

#### Kaby LakeRefresh /Coffee Lake
- Intel UHD Graphics 610 (настольные процессоры) — GT1: 12 исполнительных устройств, базовая частота 350 МГц, производительность до 201,6 GFLOPS на частоте 1,05 ГГц.
- Intel UHD Graphics 620 (мобильные процессоры) — GT2: 24 исполнительных устройств, базовая частота 300 МГц, производительность до 422,4—441,6 GFLOPS на частоте 1—1,15 ГГц.
- Intel UHD Graphics 630 (мобильные и настольные процессоры) — GT2: 24 исполнительных устройств, базовая частота 350 МГц, производительность до 422,4—460,8 GFLOPS на частоте 1,1—1,2 ГГц.
- Iris Plus Graphics 655 (Мобильные процессоры) — GT3e: 48 исполнительных устройств, базовая частота 300 МГц, производительность до 806,4—921,6 GFLOPS на частоте 1,05—1,2 ГГц.

#### Gemini Lake
Goldmont Plus
- Intel UHD Graphics 600 (Мобильные и Настольные процессоры) — GT1: 12 исполнительных устройств, производительность до 38,4-144,0 GFLOPS на частоте 200—750 МГц.
- Intel UHD Graphics 605 (Мобильные и Настольные процессоры) — GT1.5: 18 исполнительных устройств, производительность до 57,6-230,4 GFLOPS на частоте 200—800 МГц.

#### Amber Lake
Amber Lake:
- Intel UHD Graphics 615 (Мобильные процессоры) — базовая частота 300 МГц, максимальная частота 900—1050 МГц.
- Intel UHD Graphics 617 (Мобильные процессоры) — базовая частота 300 МГц, максимальная частота 1,05 ГГц.

### 11-е поколение (Gen11)

#### Ice Lake
UHD Graphics (мобильные процессоры):
- G1: 32 исполнительных устройств, базовая частота 300 МГц, максимальная частота 900—1050 МГц, производительность до 460,8—537,6 GFLOPS.

Iris Plus Graphics (мобильные процессоры):
- G4: 48 исполнительных устройств, базовая частота 300 МГц, максимальная частота 900—1050 МГц, производительность до 691,2—806,4 GFLOPS.
- G7: 64 исполнительных устройств, базовая частота 300 МГц, максимальная частота 1050—1100 МГц, производительность до 1075,2—1126,4 GFLOPS.

### 12-е поколение (Gen12)

#### Xe LP
Дискретная графика:
- Iris Xe MAX: 96 исполнительных устройств, максимальная частота 1650 МГц, 4 ГБ видеопамяти, производительность до 2534 GFLOPS.

Интегрированная графика (мобильные и настольные процессоры):
Техпроцесс Intel 14++ нм:
- Intel UHD Graphics 730: 24 исполнительных устройств, кол-во потоковых процессоров — 192, максимальная частота 1200—1300 МГц, производительность до 461-499 GFLOPS.
- Intel UHD Graphics 750: 32 исполнительных устройств, кол-во потоковых процессоров — 256, максимальная частота 1200—1300 МГц, производительность до 614-666 GFLOPS.
- Intel UHD Graphics P750: 32 исполнительных устройств, кол-во потоковых процессоров — 256, максимальная частота 1300 МГц, производительность до 666 GFLOPS.

Техпроцесс Intel 10SF нм:
- Intel UHD Graphics для процессоров Intel 11-го поколения:32 исполнительных устройств, кол-во потоковых процессоров — 256, максимальная частота 1400—1450 МГц, производительность до 845—960 GFLOPS.
- Intel UHD Graphics G4: 48 исполнительных устройств, кол-во потоковых процессоров — 384, максимальная частота 1100—1250 МГц, производительность до 845—960 GFLOPS
- Iris Xe Graphics G7: 80 исполнительных устройств, максимальная частота 1100—1300 МГц, производительность до 1408—1664 GFLOPS.
- Iris Xe Graphics G7: 96 исполнительных устройств, максимальная частота 1100—1450 МГц, производительность до 1690–2227 GFLOPS.

Техпроцесс Intel 7 нм (ранее 10ESF):
- Intel UHD Graphics 710: 16 исполнительных устройств, кол-во потоковых процессоров — 128, максимальная частота 1300—1350 МГц, производительность до 333-346 GFLOPS.
- Intel UHD Graphics 730: 24 исполнительных устройств, кол-во потоковых процессоров — 192, максимальная частота 1400—1450 МГц, производительность до 538-557 GFLOPS.
- Intel UHD Graphics 770: 32 исполнительных устройств, кол-во потоковых процессоров — 256, максимальная частота 1450-1550 МГц, производительность до 742-794 GFLOPS.
- Intel UHD Graphics для процессоров Intel 12-го,13-го поколения: 48-64 исполнительных устройств, кол-во потоковых процессоров — 384-512.
- Iris Xe Graphics: 80-96 исполнительных устройств, кол-во потоковых процессоров — 640-768.

#### Arc Alchemist Tile GPU
Intel Meteor Lake и Arrow Lake используют микроархитектуру графического процессора Intel Arc Alchemist Tile.
Новые функции: поддержка DirectX 12 Ultimate Feature Level 12_2, аппаратный кодер 8K 10-бит AV1, встроенная поддержка HDMI 2.1 48 Гбит/с.
Интегрированная графика (мобильные процессоры):
- Arc Graphics 48EU Mobile: 48 исполнительных устройств, кол-во потоковых процессоров — 384, максимальная частота 1800 МГц, производительность до 1382 GFLOPS.
- Arc Graphics 64EU Mobile: 64 исполнительных устройств, кол-во потоковых процессоров — 512, максимальная частота 1750–2000 МГц, производительность до 1792 GFLOPS.
- Arc Graphics 112EU Mobile: 112 исполнительных устройств, кол-во потоковых процессоров — 896, максимальная частота 2200 МГц, производительность до 3942 GFLOPS.
- Arc Graphics 128EU Mobile: 128 исполнительных устройств, кол-во потоковых процессоров — 1024, максимальная частота 2200-2350 МГц, производительность до 4608 GFLOPS.